# Мтвара (регіон)
Мтвара (англ. Mtwara) — один з 31 регіону Танзанії. Має площу 16 707 км², за переписом 2012 року його населення становило 1 270 854 осіб. Адміністративним центром області є місто Мтвара.

## Географія
Розташована на південному сході країни, межує з Мозамбіком по річці Рувума, має вихід до Індійського океану.

## Адміністративний поділ
Адміністративно область поділена на 6 округів:
- Масасі
- Наньюмбу
- Невала
- Тандахімба
- Мтвара-місто
- Мтвара-село